# Saint-Paul-de-Vézelin
Saint-Paul-de-Vézelin là một xã trong tỉnh Loire miền trung nước Pháp.